# Pernik (gmina)
Pernik (bułg. Община Перник) – gmina w zachodniej Bułgarii, w obwodzie Pernik.

## Miejscowości
Miejscowości wchodzące w skład gminy Pernik:
- Batanowci (bułg.: Батановци),
- Bogdanowdoł (bułg.: Богдановдол),
- Bosnek (bułg.: Боснек),
- Czerna gora (bułg.: Черна гора),
- Czujpetłowo (bułg.: Чуйпетлово),
- Diwotino (bułg.: Дивотино),
- Dragiczewo (bułg.: Драгичево),
- Golemo Buczino (bułg.: Големо Бучино),
- Jardżiłowci (bułg.: Ярджиловци),
- Kładnica (bułg.: Кладница),
- Kralew doł (bułg.: Кралев дол),
- Leskowec (bułg.: Лесковец),
- Lulin (bułg.: Люлин),
- Mesztica (bułg.: Мещица),
- Pernik (bułg.: Перник) − siedziba gminy,
- Płaninica (bułg.: Планиница),
- Raduj (bułg.: Радуй),
- Rasnik (bułg.: Расник),
- Rudarci (bułg.: Рударци),
- Seliszten doł (bułg.: Селищен дол),
- Studena (bułg.: Студена),
- Wiskjar (bułg.: Вискяр),
- Witanowci (bułg.: Витановци),
- Zidarci (bułg.: Зидарци).